# Westerwälder Tor
Das Westerwälder Tor ist eine Bogenbrücke in Aegidienberg, einem Stadtbezirk von Bad Honnef im nordrhein-westfälischen Rhein-Sieg-Kreis, die 1938 errichtet wurde. Das Bauwerk führt die Landesstraße 143 zwischen den Ortsteilen Hövel im Südwesten und Brüngsberg im Nordosten über die Bundesautobahn 3.
Die Überführung gilt als eine der wenigen noch erhaltenen Steinbrücken, die in der Zeit des Baus der Reichsautobahn entstanden sind, mit ihrem Mauerwerk aus Grauwacke, ihrem großen Kreissegmentbogen und ihren inneren Rundbögen als Kunstdenkmal. Benannt ist das Bauwerk nach seiner Lage am nordwestlichen Eingang des Westerwalds, durch den die Autobahn nach Unterquerung der Brücke in Fahrtrichtung Frankfurt am Main verläuft.
Die 79 Meter lange Straßenbrücke überspannt einen Einschnitt der Autobahntrasse und überführt in 17,5 Metern Höhe zwei 3,5 Meter breite Fahrstreifen der Landesstraße und einen 2,45 Meter breiten Geh- und Radweg. 50 Zentimeter breite und 95 Zentimeter hohe Brüstungen bilden den seitlichen Abschluss.
Der 11,1 Meter breite Brückenbogen hat die Geometrie eines Kreissegmentbogens mit einem Radius von 25,01 Metern, einer Pfeilhöhe von rund 12,40 Metern und einer Stützweite von 44,58 Metern. Die Bogendicke beträgt im Scheitel 1,1 Meter und im Kämpfer 1,9 Meter. Die Queraussparungen, sechs Stück je Seite, haben eine lichte Weite von 2,9 Metern. Dazwischen stehen 1,1 Meter dicke Pfeilerscheiben. Die Hohlräume quer zur Brückenachse dienen der Verminderung des Eigengewichts und zur Gliederung und Auflockerung der Stirnflächen.
Im Zuge des sechsspurigen Ausbaus der Bundesautobahn Anfang der 1970er-Jahre wurden seitlich vor den Kämpfern Stützwände errichtet, die mit dem Steinmaterial der Brücke verkleidet wurden. Von Oktober 2018 bis August 2019 erfolgte eine Teilinstandsetzung der Brücke, im Zuge derer unter anderem die Fugen des Mauerwerks erneuert und die Stützwände neu gebaut wurden.
Eine baulich identische Brücke überquert die Bundesautobahn 81 bei Freiberg.